# Изложба цртежа (1964)
„Изложба цртежа” се одржала у периоду од 20. септембра до 2. октобра 1964. године у Уметничком павиљону „Цвијета Зузорић” у Београду.

## Уметнички савет
Избор радова за изложбу је обавио Уметнички савет сликарске секције Удружења ликовних уметника Србије.

## Излагачи
1. Даница Антић
2. Миодраг Атанацковић
3. Милош Бајић
4. Коста Богдановић
5. Слава Богојевић
6. Милован Видак
7. Душко Вијатов
8. Миодраг Вујачић
9. Момчило Вујисић
10. Синиша Вуковић
11. Душан Гаковић
12. Радоман Гашић
13. Миливој Елим Грујић
14. Мило Димитријевић
15. Милан Ђокић
16. Даринка Ђорђевић
17. Душица Ђорђевић
18. Заре Ђорђевић
19. Бошко Илачевић
20. Љубодраг Јанковић
21. Александар Јеремић
22. Јелена Јовановић
23. Мира Јуришић
24. Десанка Керечеки
25. Божидар Ковачевић
26. Даница Кокановић
27. Александар Лакић
28. Мирјана Мареш
29. Мома Марковић
30. Милан Мартиновић
31. Вукосава Мијатовић
32. Периша Милић
33. Живорад Милошевић
34. Миљан Миљаковић
35. Витомир Митровић
36. Миша Младеновић
37. Светислав Младеновић
38. Миодраг Нагорни
39. Милија Нешић
40. Миливој Николајевић
41. Јефто Перић
42. Милан Перишић
43. Слободан Петровић
44. Татјана Поздњаков
45. Гордана Поповић
46. Божидар Продановић
47. Рајко Радовић
48. Борислав Ракић
49. Душан Ристић
50. Маријан Савиншек
51. Слободан Сотиров
52. Димитрије Сретеновић
53. Бранко Станковић
54. Милица Стевановић
55. Живојин Стефановић
56. Мирко Стефановић
57. Невена Теокаровић
58. Стојан Трумић
59. Божидар Џмерковић
60. Томислав Шебековић
61. Мирјана Шипош